# Castello di Casenovole
Il castello di Casenovole è un edificio fortificato situato nel territorio comunale di Civitella Paganico, nella provincia di Grosseto, in Toscana.
L'ubicazione del castello è lungo la vecchia strada leopoldina che dalla località di Fercole si snoda verso sud-est in direzione di monte Antico, dopo aver superato l'abitato di Fercole.

## Storia
Il castello sorse in epoca medievale nei pressi di una pieve e rimase sotto il controllo degli Ardengheschi fino al XIII secolo, per passare nel secolo successivo ai Buonsignori dopo una serie di lotte tra più famiglie per il controllo dell'intera zona.
Anche dopo essere entrato a far parte della Repubblica di Siena, il castello continuò a rimanere di proprietà privata, subendo nel corso dei secoli numerose ristrutturazioni che hanno modificato l'originaria struttura, pur mantenendo in vari punti elementi risalenti alla costruzione originaria.

## Descrizione
Il castello di Casenovole, situato in posizione dominante sulla sommità di un poggio, si presenta come una imponente struttura fortificata, costituita da due corpi di fabbrica di altezza diversa, addossati tra loro.
Il corpo di fabbrica principale, più basso e a pianta rettangolare, ospitava in passato la residenza padronale degli Ardengheschi; su un lato, si addossa alla torre di avvistamento a sezione quadrangolare. Le strutture murarie si presentano in pietra, con alcuni elementi originari medievali inglobati tra quelli risalenti agli interventi di ristrutturazione degli ultimi secoli.
Presso il castello sorge la chiesa di San Giovanni Battista, di origini trecentesche, sorta inizialmente come cappella gentilizia ed elevata a pieve in epoca rinascimentale.